# Cmentarz żydowski w Maszewie
Cmentarz żydowski w Maszewie – kirkut powstał po 1812 roku. 
Cmentarz mieścił się przy obecnej ul. Stargardzkiej. Ostatni pogrzeb odbył się w 1933 roku. W czasie Nocy Kryształowej (9/10 listopada 1938) został zdewastowany przez niemieckich mieszkańców miasta. W 2015 r. pomimo krzaków i niekoszonej trawy na cmentarzu widoczny był mur ceglany, fragmenty nagrobków oraz trzy leżące płyty nagrobne w języku niemieckim.
Teren cmentarza zniwelowano koparką 28.08.2017 r. Prace zostały zatrzymane przez Wojewódzkiego Konserwatora Zabytków. Funkcjonariusze Policji zabezpieczyli wykopane kości.